# 14682 Davidhirsch
14682 Davidhirsch è un asteroide della fascia principale. Scoperto nel 1999, presenta un'orbita caratterizzata da un semiasse maggiore pari a 2,5261151 UA e da un'eccentricità di 0,1020939, inclinata di 4,63775° rispetto all'eclittica.